# Stazione di Toyosu
La Stazione di Toyosu (豊洲駅?, Toyosu-eki) è una stazione ferroviaria sita nella parte orientale di Tokyo, nel quartiere di Kōtō e serve il people mover Yurikamome essendo il suo capolinea orientale. Oltre ad esso, è una stazione della Linea Yūrakuchō della metropolitana di Tokyo. La zona di Toyosu recentemente gode di popolarità grazie allo sviluppo edilizio che ha portato alla costruzione di diverse torri per appartamenti.

## Linee

### Tokyo Metro
- Linea Yūrakuchō

### People Mover
- Yurikamome